# Bas Maliepaard
Bastiaan Maliepaard, detto Bas (Willemstad, 3 aprile 1938 – Breda, 11 luglio 2024), è stato un ciclista su strada e pistard olandese.
Diventato professionista sul finire del 1959 dopo aver colto un secondo posto ai mondiali dilettanti dietro Täve Schur, fra le sue numerose affermazioni degne di menzione furono i due campionati nazionali olandesi 1960 e 1961 e una tappa alla Vuelta a España nel 1963, anno in cui vinse anche la classifica a punti nella corsa iberica.

## Biografia
Passista dalle buoni doti, si mise in luce come uomo adatto alle corse in line già nel 1960 vincendo il campionato nazionale e arrivando quindicesimo nella Parigi-Tours. Seppe, inoltre, fare buoni risultati anche nelle corse a tappe, soprattutto quelle senza forti asperità come il Giro dei Paesi Bassi che quell'anno terminò nono.
Nel 1961, visto il successo ai campionati nazionali e nella Campagna del Nord, seppe cogliere risultati di rilievo, prima nelle corse di avvicinamento, ottavo nella Quattro giorni di Dunkerque e nono alla Het Volk, e poi nelle grandi classiche, con un settimo posto alla Parigi-Roubaix. Ottenne anche un terzo posto nella cronocoppie Trofeo Baracchi dimostrando di destreggiarsi bene in queste prove.
Nel 1962 vinse diverse corse, anche se non molte di prima fascia, e nelle classiche di primavera concluse sempre nei primi quindici sia Roubaix, che Giro delle Fiandre, che alla Parigi-Bruxelles e alla Gand-Wevelgem. Anche nelle prove a tappe ottenne buoni risultati, quinto alla Parigi-Nizza, nono alla Eibarko Bizikleta.
Nel 1963 partecipò alla Vuelta in cui vinse sia una tappa che la classifica a punti grazie a cinque piazzamenti nei primi tre. Vinse inoltre due brevi corse a tappe in Francia, il Circuito di Aquitania e il Tour de Picardie.
Nel 1964 fu secondo nel Giro del Lussemburgo, terzo alla Vuelta a Andalucía e decimo sia al Giro del Belgio che a Dunkerque. Seppe cogliere anche un ottavo posto su muro di Huy alla Freccia Vallone.
Nel 1965 sfiorò la vittoria di tappa al Tour arrivando secondo nella ventunesima e fu secondo al Giro dei Paesi Bassi e settimo al Giro del Belgio, mentre l'anno successivo non colse piazzamenti rilevanti se non un secondo posto alla prima tappa della Vuelta e un secondo posto alla Freccia del Brabante. Concluse la carriera nel 1967 dopo un anno senza risultati rilevanti.

## Palmarès
- 1959 (dilettanti)

Ronde van Overijssel
Omloop der Kempen
5ª tappa Olympia's Tour
- 1960

Campionati belgi, Prova in linea
Grad Prix Flandria
- 1961

Campionati belgi, Prova in linea
Grand Prix de Nouan-le-Fuzelier
- 1962

3ª tappa Quattro giorni di Dunkerque
5ª tappa Vuelta a Levante
3ª tappa Tour de Picardie
- 1963

Classifica generale Tour de Picardie
1ª tappa Circuit d'Aquitaine
3ª tappa Circuit d'Aquitaine
Classifica generale Circuit d'Aquitaine
5ª tappa Vuelta a España
1ª tappa Eibarko Bizikleta
2ª tappa Eibarko Bizikleta
- 1964

Circuit de la Vienne
4ª tappa Quattro giorni di Dunkerque

### Altri successi
- 1959 (dilettanti)

Criterium di Dinteloord
Criterium di Ulvenhout
- 1960

1ª tappa, 2ª semitappa Tre Giorni di Anversa (Cronosquadre)
Criterium di Geldrop
Criterium di Bedra
Criterium di Molenstede
- 1961

Criterium di Beek
Criterium di Wuustwezel
- 1963

Classifica a punti Vuelta a España
Criterium di Mijl van Mares
Criterium di Narbonne
- 1964

2ª tappa, 1ª semitappa Giro del Lussemburgo
Criterium di Goirle
Criterium di Elsloo
- 1966

Kermesse di Zeebrugge
Criterium di Oldenzaal

## Piazzamenti

### Grandi Giri
- Tour de France

1962: 47º
1965: 51º
1966: fuori tempo (2ª tappa)
1967: fuori tempo (16ª tappa)
- Vuelta a España

1963: 4º
1965: ritirato
1966: 30º

### Classiche monumento
- Milano-Sanremo

1961: 76º
1963: 24º
- Giro delle Fiandre

1960: 18º
1962: 36º
1963: 34º
1964: 25º
1966: 47º
- Parigi-Roubaix

1961: 7º
1962: 15º
1963: 19º
1965: 27º
1966: 52º

### Competizioni mondiali
- Campionati del mondo

Zandvoort 1959 - In linea Dilettanti: 2º
Karl-Marx-Stadt 1960 - In linea: ritirato
Berna 1961 - In linea: 23º
Salò 1962 - In linea: 14º
Sallanches 1964 - In linea: ritirato
Heerlen 1967 - In linea: ritirato